# Trichoseptoria maydina
Trichoseptoria maydina är en svampart som beskrevs av Saccas 1951. Trichoseptoria maydina ingår i släktet Trichoseptoria, divisionen sporsäcksvampar och riket svampar.   Inga underarter finns listade i Catalogue of Life.